# Dysommina
Dysommina is een geslacht van straalvinnige vissen uit de familie van kuilalen (Synaphobranchidae). Het geslacht is voor het eerst wetenschappelijk beschreven in 1951 door Ginsburg.

## Soorten
- Dysommina brevis Vo & Ho, 2024
- Dysommina orientalis Tighe, Ho & Hatooka, 2018
- Dysommina proboscideus (Lea, 1913)
- Dysommina rugosa Ginsburg, 1951